# 南斯拉夫圈

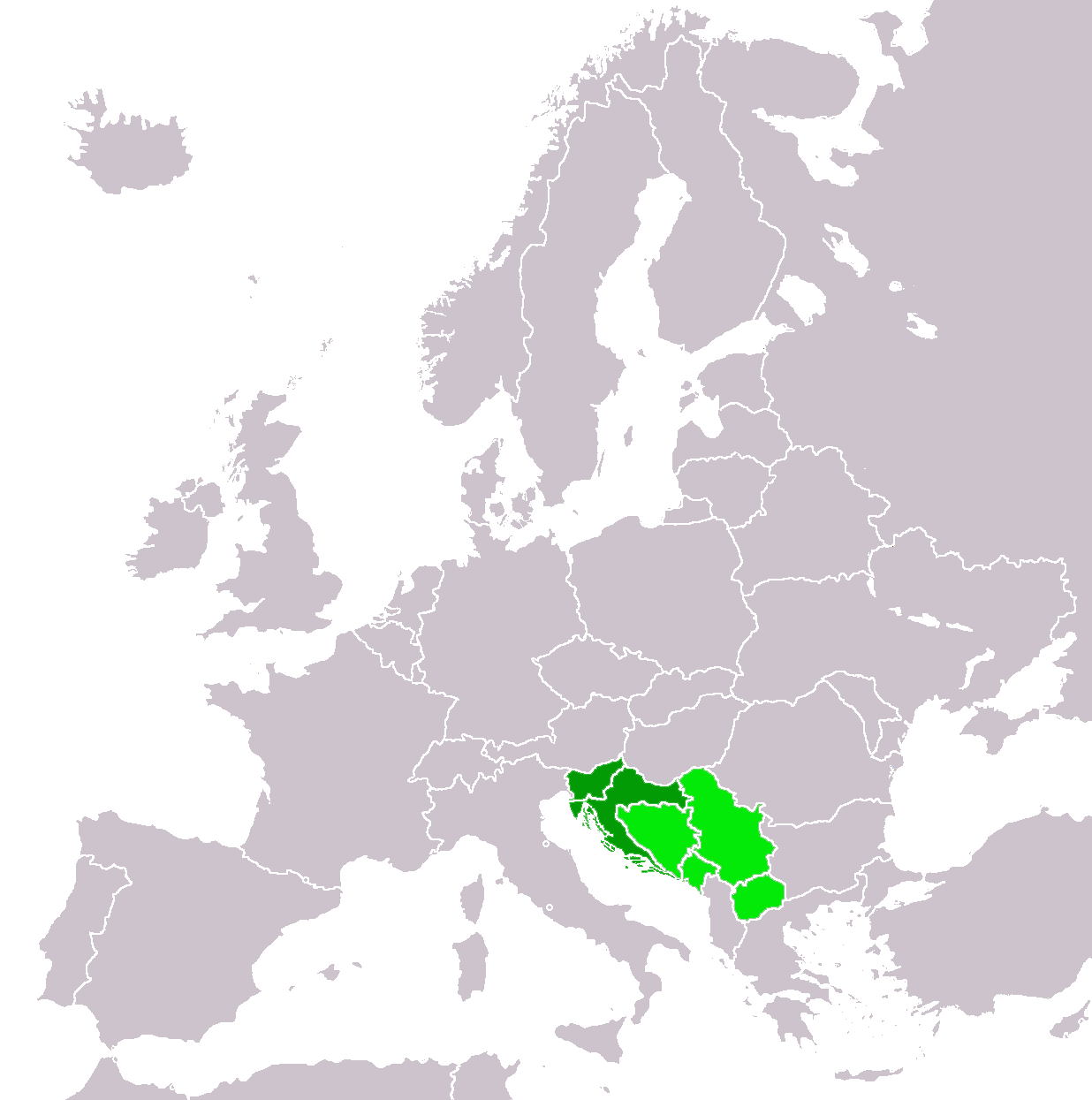
前南斯拉夫地區各國的歐盟成員國（斯洛文尼亞，2004年加入；克羅地亞，2013年加入）以深綠色標示，非歐盟成員國則以淺綠色標示。

南斯拉夫圈（馬其頓語、斯洛文尼亞語及塞爾維亞-克羅埃西亞語拉丁字母：、塞爾維亞-克羅埃西亞語西里爾字母：）是英國作家蒂姆·朱達在2009年擔任倫敦政治經濟學院歐洲研究所高級訪問學者期間提出的一個概念。
該概念描述前南斯拉夫各國之間的社會、語言、經濟與文化聯繫，以及這些關係在南斯拉夫解體後如何逐步恢復，進而促進整個地區的發展。朱達形容「南斯拉夫圈」為「前南斯拉夫國家內部數千條破裂聯繫正在重建的過程」，並視其為一種社會與政治現象，具有一定的政治應用價值。
此外，這一概念還倡導在前南斯拉夫地區建立類似「比荷盧聯盟」或「北歐理事會」的組織，以促進各國間的合作與一體化，推動共同政策立場及外交協調，從而造福整個地區並加速歐盟入盟進程。

## 圖集

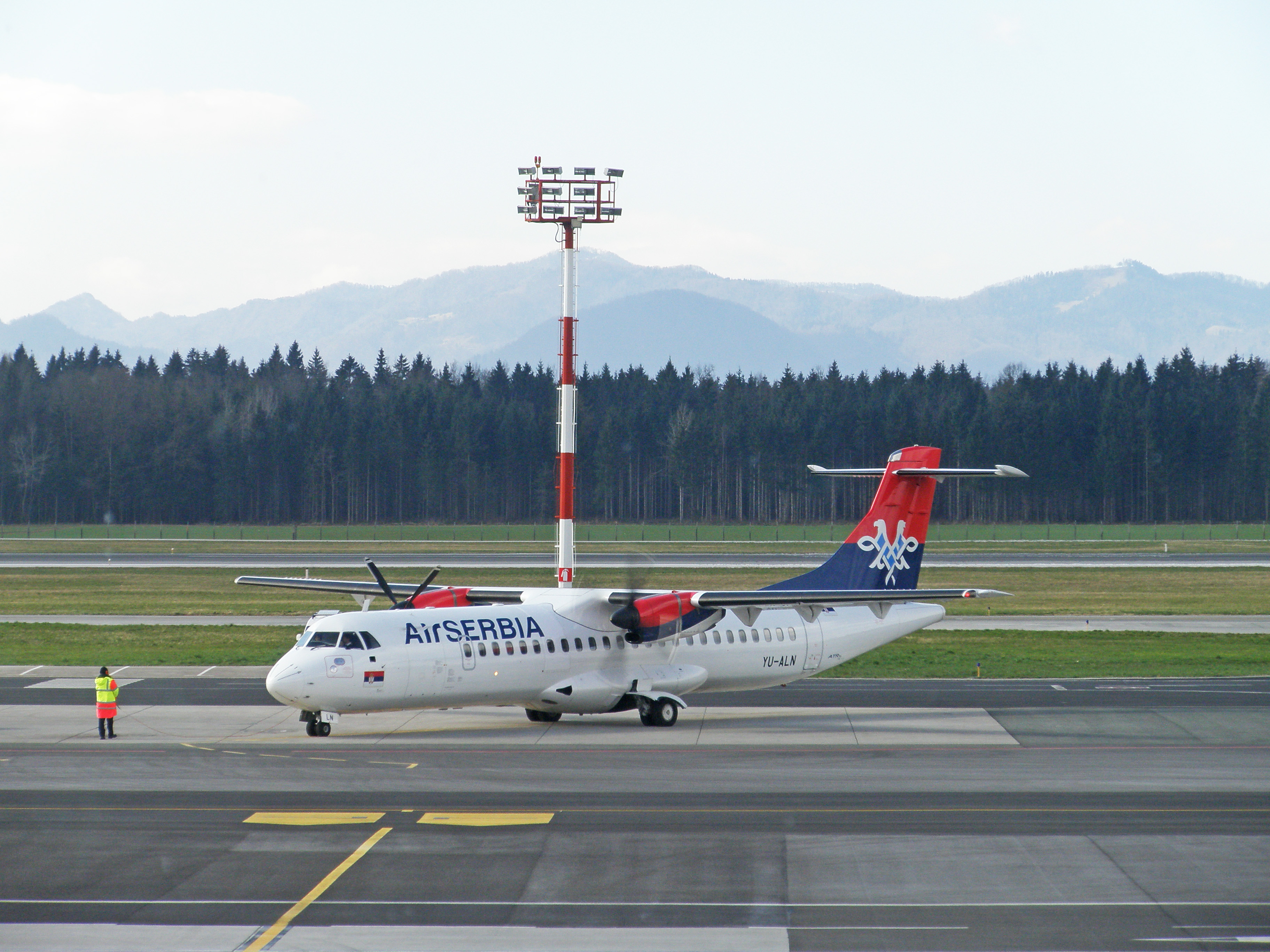
盧布爾雅那約熱·普奇尼克機場的塞爾維亞航空客機
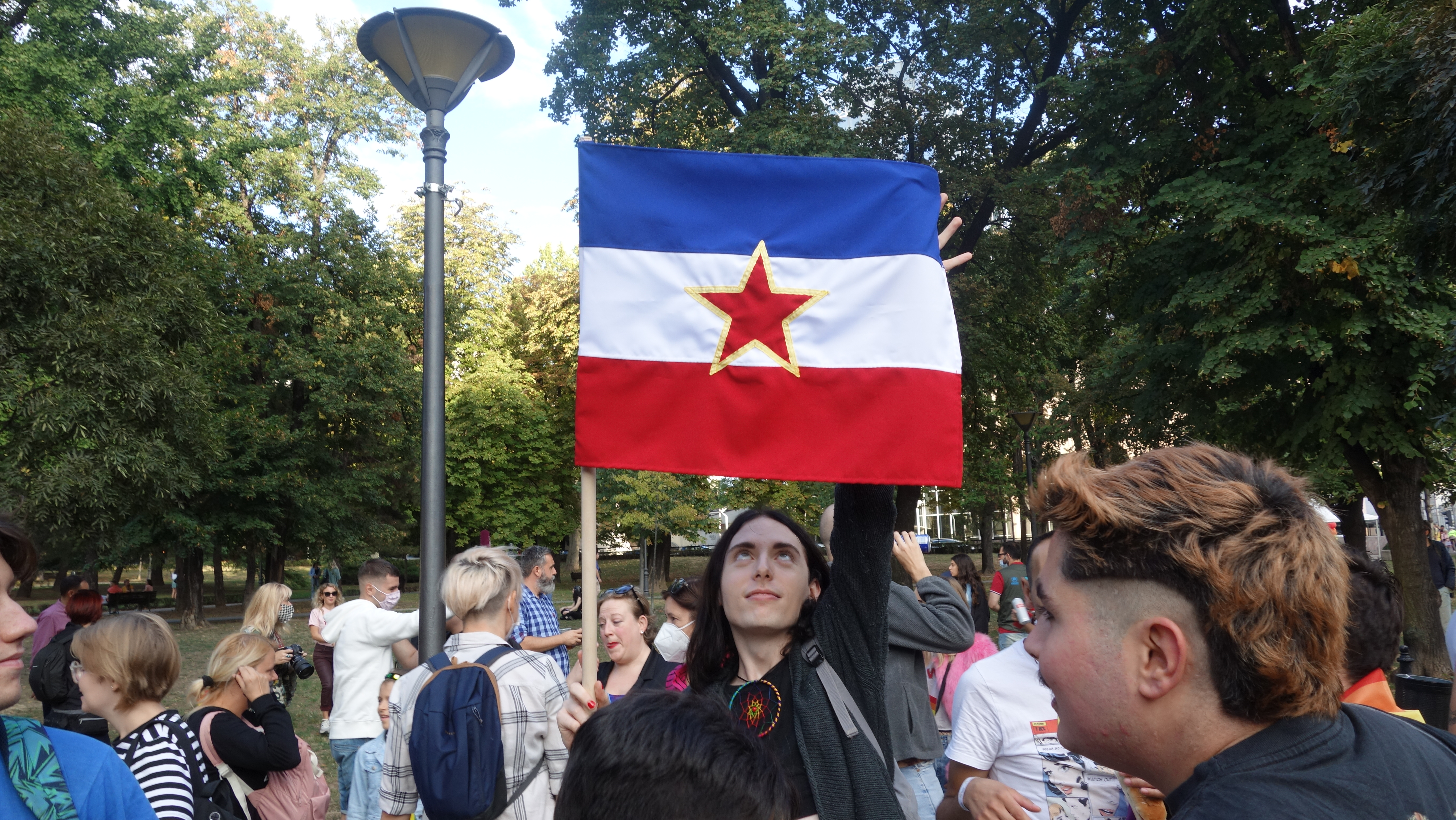
2021年貝爾格萊德驕傲遊行中的南斯拉夫國旗
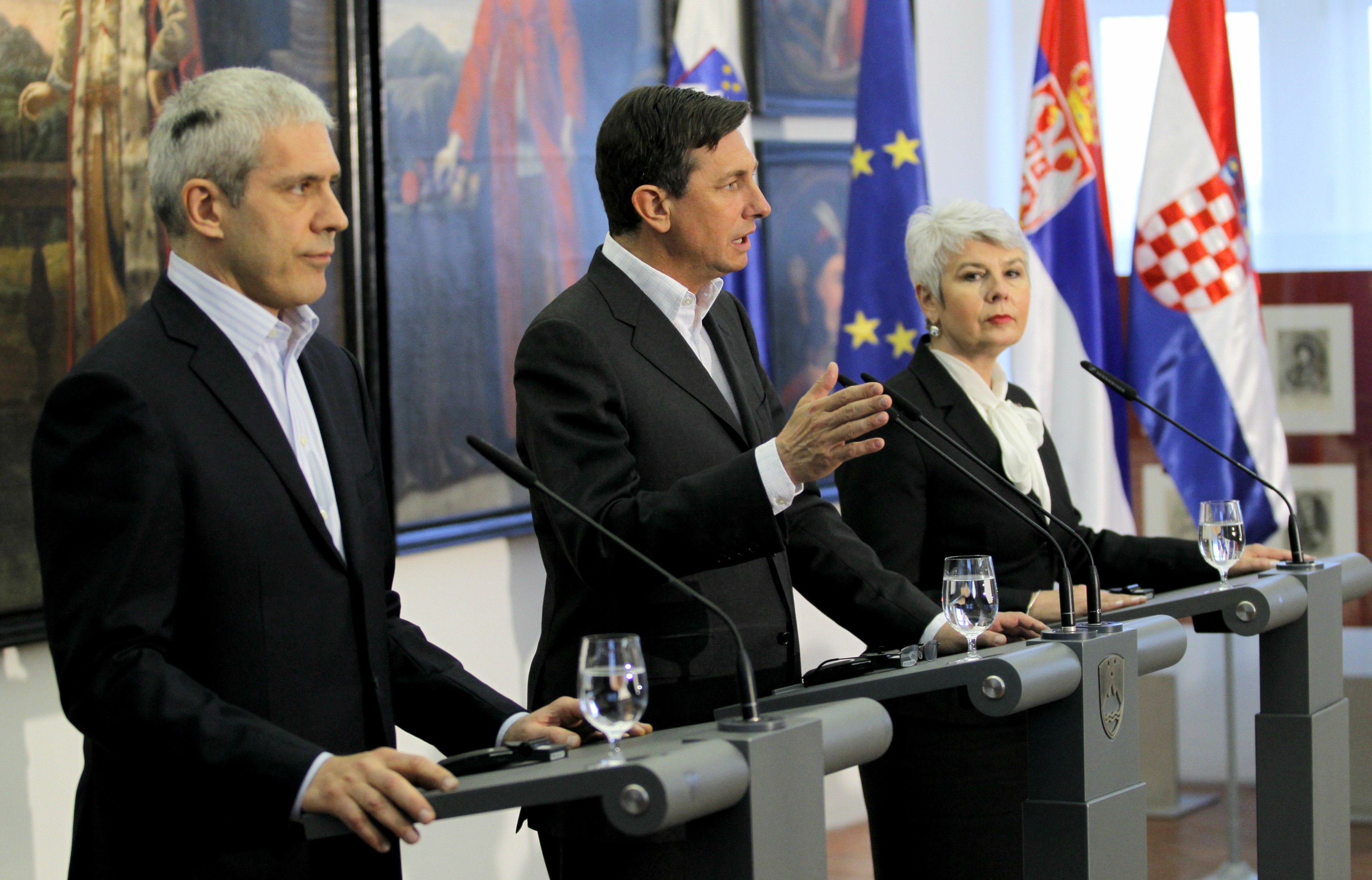
2010年，塞爾維亞總統鮑里斯·塔迪奇、斯洛文尼亞總統博魯特·帕霍爾和克羅地亞總理亞德蘭卡·科索爾
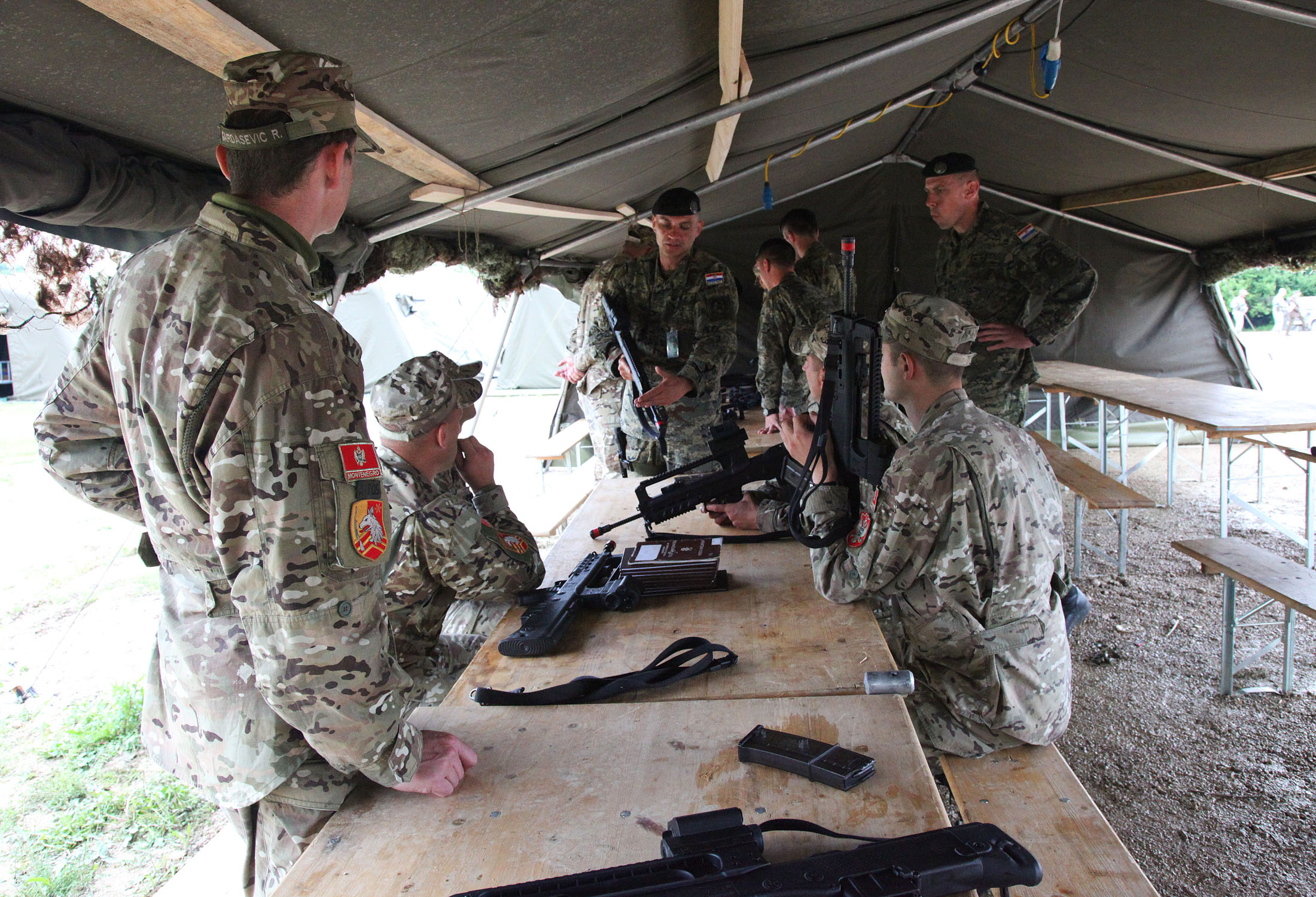
2012年，斯盧尼舉行克羅地亞—阿爾巴尼亞—波斯尼亞和黑塞哥維那—黑山—斯洛文尼亞聯合軍事演習，而北馬其頓和塞爾維亞以觀察員列席
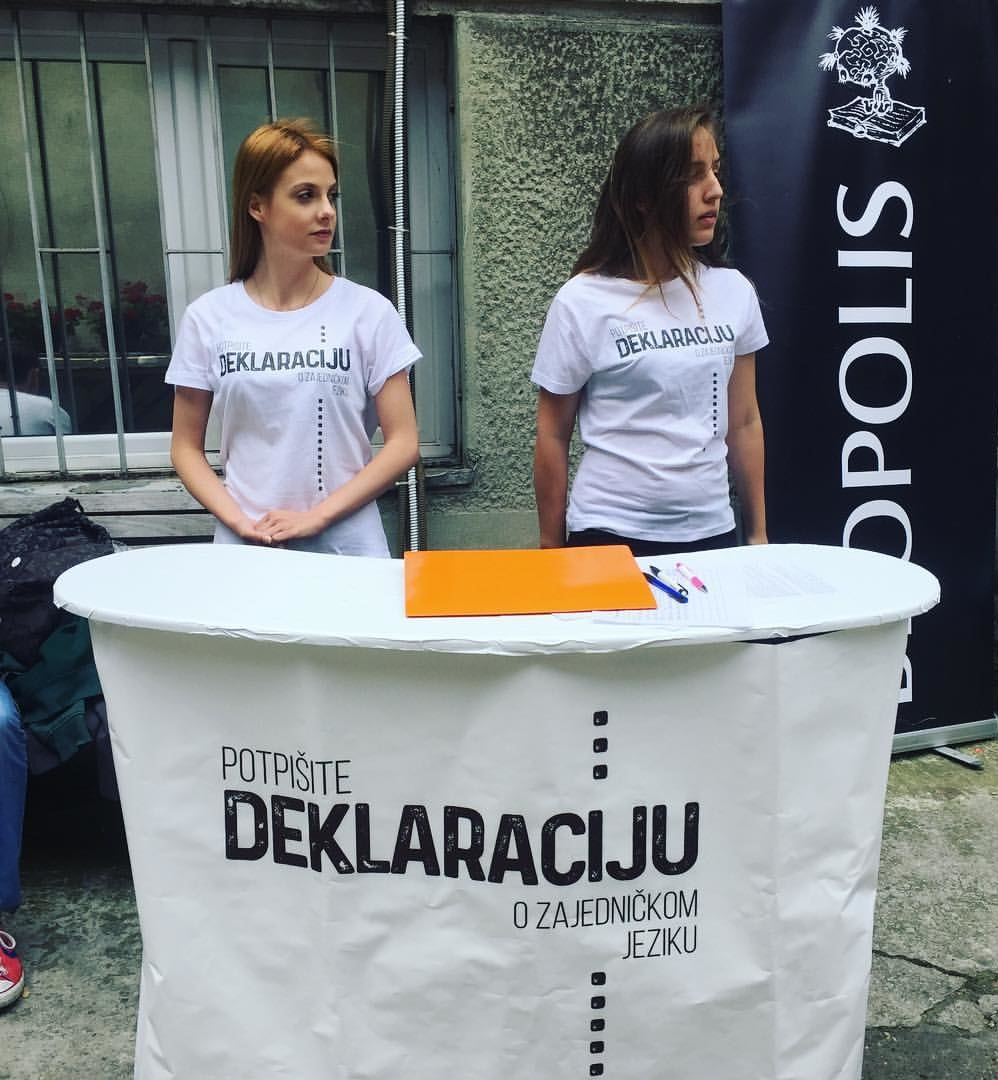
為《共同語言宣言》徵集簽名